# Транспортування нафти і нафтопродуктів
Для транспортування нафти й нафтопродуктів використовують трубопровідний, залізничний, водний і автомобільний транспорт. У деяких випадках нафтопродукти(нафту) доставляються споживачам повітряним шляхом: літаками або гелікоптерами.

## Загальний опис
Трубопровідний транспорт нафти й нафтопродуктів та природного газу забезпечує їх транспортування у великих об'ємах на будь-які відстані. Загальна протяжність магістральних нафтопроводів у нашій державі становить 2,5 тис. кілометрів, продуктопроводів — близько 3 тис. кілометрів.
Залізничним транспортом сирі нафти перевозяться лише в цистернах, а нафтопродукти — в цистернах та дрібній тарі (в бочках тощо).
Водний транспорт залежно від використовуваних шляхів сполучення поділяється на морський і річний. Сиру нафту перевозять у самохідних наливних судах (танкерах) та в несамохідних судах (баржах, ліхтерах).
Під час автомобільних перевезень нафтопродукти з великих нафтобаз доставляються на невеликі нафтобази й окремим споживачам. При цьому нафтопродукти перевозяться в автоцистернах, а також у дрібній тарі.
Транспортування газу здійснюється по газопроводах. Загальна протяжність магістральних газопроводів в Україні становить приблизно 35 тис. кілометрів.
Скраплені гази перевозяться в балонах або в спеціальних залізничних і автомобільних цистернах.

## Історія
Див. Історія транспортування нафти і нафтопродуктів

## Транспортування нафти і нафтопродуктів трубопроводами
Найекономічнішим видом транспорту нафти і нафтопродуктів на далекі відстані є трубопровідний.
Основні переваги трубопровідного транспорту перед іншими видами такі:
– висока економічність транспортування нафти і нафтопродуктів у великих кількостях та на далекі відстані; собівартість трубопровідного транспорту приблизно в 2—4 рази нижча за собівартість залізничних перевезень; — можливість повної герметизації нафти і нафтопродуктів на всьому шляху транспортування від пунктів відправлення до пунктів призначення, що дозволяє значно знизити їх втрати; — можливість прокладання трубопроводу в будь-якому напрямку та на будь-яку відстань — це найкоротший шлях між початковим і кінцевим пунктами; — безперебійність роботи та відповідно гарантоване постачання споживачів незалежно від погоди, пори року й доби; — високий ступінь механізації та автоматизації транспорту, що дозволяє мінімізувати чисельність обслуговчого персоналу; — висока надійність і простота в експлуатації; — розвантаження традиційних видів транспорту.
Нафтопроводами транспортується переважна частина нафти, що видобувається, з промислів до нафтопереробних заводів. Також продуктопроводами транспортується значна частина продуктів переробки нафти від заводів до нафтобаз.
До недоліків трубопровідного транспорту належать: — великі початкові витрати на спорудження магістрального трубопроводу, що робить доцільним застосування трубопроводів лише при великих, стабільних вантажопотоках; — певні обмеження на кількість сортів (типів, марок) енергоносіїв, що транспортуються по одному трубопроводу; — для організації постачання енергоносіїв до нових споживачів потрібні додаткові капіталовкладення.
Залежно від виду продукту, що транспортується розрізняють такі типи вузькоспеціалізованих трубопровідних систем: нафтопроводи, нафтопродуктопроводи, газопроводи і трубопроводи для транспортування нетрадиційних вантажів.
За призначенням трубопровідні системи поділяються на три групи: внутрішні, місцеві й магістральні. Внутрішні знаходяться всередині промислів, нафтобаз, нафто- або газопереробних заводів. Протяжність їх невелика. Місцеві з'єднують різні елементи транспортного ланцюжка: промисел і головну станцію магістрального нафто- чи газопроводу, нафтопромисел та пункт наливання залізничних цистерн або суден. Протяжність місцевих трубопровідних систем більша, ніж внутрішніх.
До магістральних нафтопроводів відносять трубопроводи протяжністю понад 50 км і діаметром від 219 до 1420 мм, призначені для транспортування товарної нафти з районів видобутку до місць споживання чи перевалки на інший вид транспорту. Товщина стінок труб визначається проектним тиском у трубопроводі.

## Залізничне транспортування нафти, нафтопродуктів та скрапленого газу
Відомо, що у США в кінці 1850-х на початку 1860-х років компанія з обробки нафти «Ендрюс і Кларк» підприємців Самуела  Ендрюса і Джона Рокфеллера в Клівленді по залізничній дорозі транспортували нафту і готову продукцію з нафтопереробного заводу «Флатс».
У 1878 році в Азербайджані, з метою задоволення стрімко зростаючого попиту на нафтопродукти, був виданий указ про створення залізничної гілки Баку – Сурахани – Сабунчі довжиною 20 км. Її будівництво закінчили 20 січня 1880 року. Вперше нафту стали перевозити в спеціальних цистернах. Перші цистерни були побудовані двовісними з котлом діаметром 1360 – 1500 мм, довжиною від 5 метрів, об'єм котла від 8 до 10 м3.
У 1905 – 1911 роках почався процес збільшення вантажопідйомності цистерн, з 12,5 до 16,5 т (1000 пудів), що було зроблено за рахунок додаткової надбудови у нормальних цистерн.
У 1895 році Гротен розробив тривісну цистерну, і в тому ж році на російських залізничних дорогах з'явилася перша чотиривісна цистерна системи Фокс-Арбель на спеціальних візках. В наступні роки з'явилось ще кілька типів чотиривісних цистерн вантажопідйомністю 25 – 33 т. Всі вони мали ряд переваг перед двовісними.
Під час Першої світової війни  заводи будували 2-х і 4-вісні цистерни. 
Сьогодні транспортування енергоносіїв залізницями здійснюється переважно в цистернах або критих вагонах у тарі.
Для транспортування нафтовантажів у залізничних цистернах необхідне таке обладнання та пристрої:
1) вагони-цистерни;
2) наливна естакада в пункті відправлення нафтопродуктів;
3) зливна естакада в пункті призначення.

## Автомобільне транспортування нафти, нафтопродуктів та скрапленого газу
Автотранспортом можна перевозити всі типи вуглеводневих рідин. Його застосовують для транспортування нафтопродуктів і зріджених вуглеводневих газів.
Автомобільний транспорт широко використовується при перевезеннях нафтопродуктів з розподільних нафтобаз безпосередньо споживачам. Цей вид транспорту найефективніше використовується в районах, у які неможливо доставити нафтопродукти залізницею або водним шляхом, для завезення нафтовантажів споживачам, віддаленим на невелику відстань від джерел постачання (наливних пунктів, складів і баз). Наприклад, автотранспортом відвантажуються нафтопродукти з нафтобаз в автогосподарства, на автозаправні станції, в сільські склади пального.
Автоперевезення нафтовантажів здійснюються в автомобільних цистернах, а також у тарі (нафтопродукти — в контейнерах, бочках, каністрах, бідонах; зріджені вуглеводневі гази — в балонах).
Автоцистерни, у котрих перевозять нафтопродукти, оснащуються таким обладнанням: патрубком для наливання нафтопродукту, дихальним клапаном, покажчиком рівня, клиновою швидкодіючою засувкою для зливання палива, двома шлангами з наконечниками і насосами з механічним приводом. Об'єм окремих автоцистерн досягає 25 м3. Усередині цистерни встановлені поперечні й поздовжні хвилерізи для зменшення сили ударної хвилі рідини під час руху автомобіля.
Для забезпечення пожежної безпеки на автоцистернах установ-люють вогнегасники і пристрої для заземлення цистерн і шлангів з метою відведення статичної електрики, яка може утворитися під час зливно-наливних операцій з нафтопродуктами.
У практиці нафтонавантажувального автотранспорту широко застосовують цистерни на автопричепах, що підвищує ефективність використання цього виду транспорту.
Для заправки паливом автотранспортних засобів, які функціонують на віддалі від нафтобаз і заправних станцій, а також сільсько-господарських машин та літаків застосовують спеціальні автоцистерни, обладнані комплектом насосно-роздавальних пристроїв. Такі автоцистерни називаються автопаливозаправниками.
Управління обладнанням паливозаправника відбувається з кабіни водія, де розміщені важелі включення насоса, засувки і вентилі, необхідні для виконання операцій із приймання, роздачі й перекачування палива, а також контрольно-вимірювальні прилади.
Автопаливозаправники виготовляють із цистернами об'ємом 4 — 16 м3.

## Водне транспортування нафти, нафтопродуктів і скрапленого газу
Перший у світі залізний танкер-пароплав «Зороастр» був збудований у 1877 році на шведській судноверфі на кошти братів Нобелів. Цей танкер і започаткував наливний спосіб перевезення гасу й нафти.
Після резонансних аварій наприкінці ХХ століття всі сучасні танкери робляться з подвійною обшивкою.
Найбільшим у світі на сьогодні є норвезький супертанкер Knock Nevis, побудований у 1981 році. Це і найбільший корабель у світі. Його розміри: 458 метрів у довжину і 69 метрів в ширину, а водотоннажність 825614 тонн.
На сьогодні більше третини світового видобутку нафти транспортується на світові ринки за допомогою танкерів.
Основні технічні елементи водного транспорту нафти і нафтопродуктів такі:
1) нафтоналивні судна (самохідні або з буксиром);
2) причальні пристрої в пунктах відправлення та прибуття нафтовантажів;
3) пристрої для наливання і зливання нафтопродуктів.
Для перевезення нафтовантажів використовуються суховантажні й наливні судна. Суховантажними суднами вантаж перевозиться безпосередньо на палубі переважно у бочках. Нафтоналивними суднами перевозять нафту і нафтопродукти в трюмах, а також у танках (баках), розміщених на палубі.
Нафтоналивні судна. Розрізняють такі типи нафтоналивних суден:
– танкери морські та річкові;
– баржі або ліхтери (самохідні й несамохідні) морські та річкові.

## Екологічний аспект
Див. також Забруднення довкілля в процесі транспортування вуглеводнів ‎
До недавнього часу вважалося допустимим, що до 5 % від видобутої нафти втрачається при її зберіганні та перевезенні. З огляду на загальні обсяги видобутку, масштаби надходження нафти і нафтопродукців у навколишнє середовище вельми масштабні, не рахуючи різних катастроф з танкерами або нафтопроводами.